# 병합

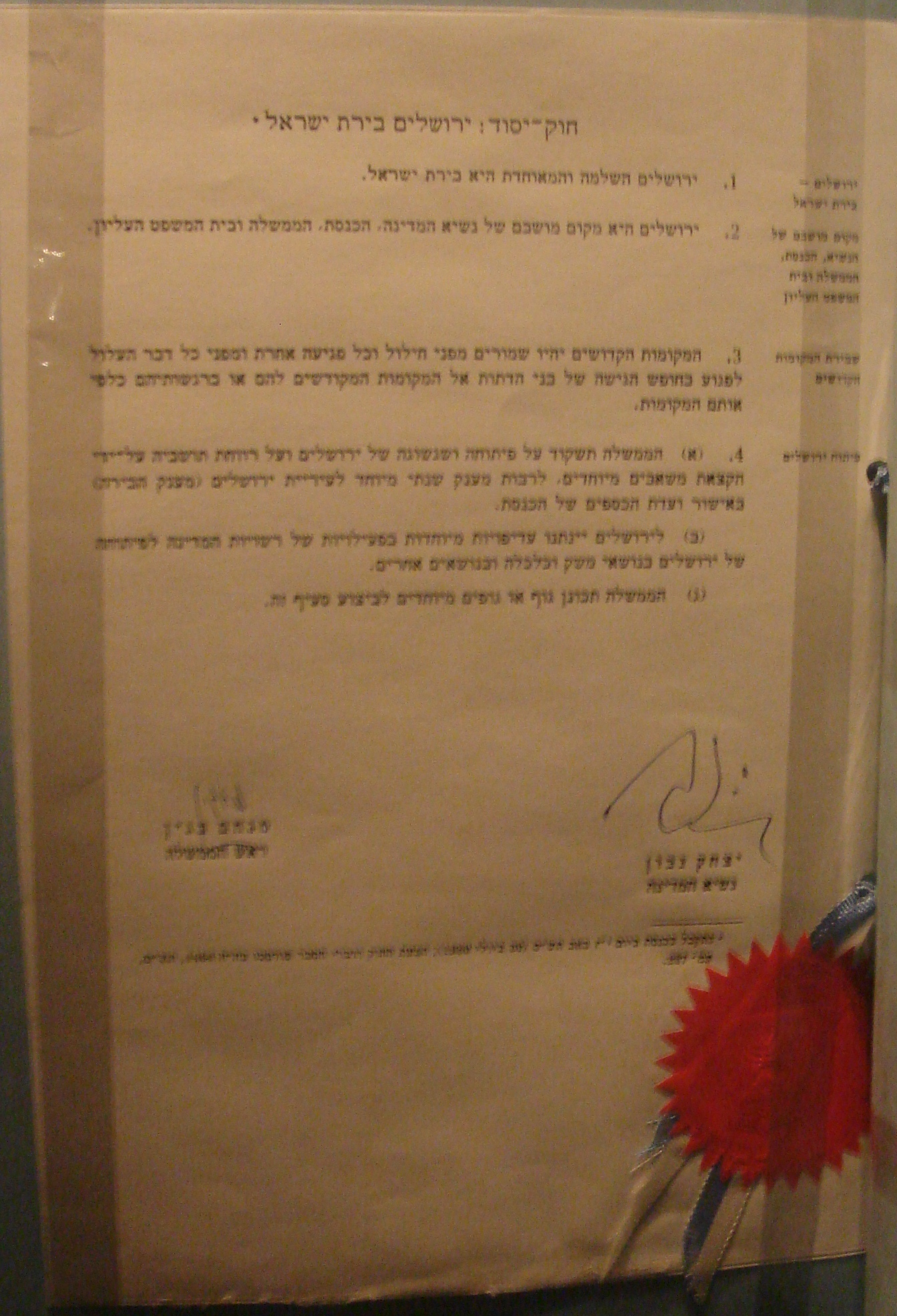

병합(倂合, 라틴어: Annexatio)은 외국 영토의 일부 또는 전체를 자국 영토에 편입하여 주권을 넘겨받는 것을 말한다. 주권을 완전히 이양하지 않는 점령이나 조차지, 보호국, 보호령과는 구별된다.

## 대표적인 사례
- 원나라의 고려의 영토인 자비령, 철령 이북 지역 병합 (동녕부, 쌍성총관부 설치)
- 동독과 서독의 통일 (독일의 재통일)
- 나치 독일의 오스트리아 병합 (오스트리아 병합)
- 나치 독일의 폴란드 병합 (독일의 폴란드 침공)
- 나치 독일의 수데텐란트 병합 (뮌헨 협정)
- 일본 제국의 대한제국 병합 (한일병합조약)
- 미국의 하와이 공화국 병합 (하와이 합병)
- 세르비아 왕국의 몬테네그로 왕국 병합 (유고슬라비아 왕국의 성립)
- 미국의 텍사스 공화국 병합 (텍사스 합병)
- 일본의 류큐국 병합
- 이탈리아 왕국의 에티오피아 병합 (제2차 이탈리아-에티오피아 전쟁)
- 오스트리아-헝가리 제국의 보스니아 헤르체고비나 병합
- 소비에트 연방의 발트 3국과 베사라비아, 부코비나 병합 (독일-소련 불가침 조약)
- 인도의 포르투갈령 고아 병합
- 인도네시아의 동티모르 병합
- 모로코의 서사하라 병합
- 이라크의 쿠웨이트 병합 (쿠웨이트 침공)
- 베트남 민주 공화국의 남베트남 병합 (베트남 사회주의 공화국의 성립)
- 중화민국의 만주국 병합
- 중화인민공화국의 티베트 왕국 병합 (중화인민공화국의 티베트 합병)
- 러시아의 크림반도 병합 (러시아의 크림반도 합병)
- 고구려의 부여 병합

## 같이 보기
- 하드 파워
- 제국주의
- 민족통일주의
- 실효 지배